# Klaus-Peter Hildenbrand
Klaus-Peter Hildenbrand (República Federal Alemana, 11 de septiembre de 1952) es un atleta alemán retirado, especializado en la prueba de 5000 m en la que llegó a ser medallista de bronce olímpico en 1976.

## Carrera deportiva
En los JJ. OO. de Montreal 1976 ganó la medalla de bronce en los 5000 metros, corriéndolos en un tiempo de 13:25.38 segundos, llegando a meta tras el finlandés Lasse Virén y el neozelandés Dick Quax (plata con 13:25.16 segundos).